# La Bête des Saints-Innocents
 (mars 2015).
Si vous disposez d'ouvrages ou d'articles de référence ou si vous connaissez des sites web de qualité traitant du thème abordé ici, merci de compléter l'article en donnant les références utiles à sa vérifiabilité et en les liant à la section « Notes et références ».
La Bête des Saints-Innocents est un roman policier historique de Jean d'Aillon publié en 2014.

## Résumé
En 1590, Yohan et ses proches vont à Paris (assiégé par Henri IV) pour rendre visite à Bezon, frère de Reynière. 
Cependant, trois lansquenets de Montpensier, affamés, tuent plusieurs personnes aux Saints-Innocents et les mangent. Une femme boit le sang d'une fille qu'ils viennent de tuer. Pigray, chirurgien, découvre le crime, et on accuse une bête. Puis, deux des tueurs sont assassinés. Mais la vampire tue quelque temps après une autre femme. Le troisième tueur, Hans, est emprisonné. 
Trumel dit à Charreton d'enquêter sur la disparition de sa voisine Anne. Charreton sauve Yohan de l'épée de Louchart, commissaire, puis se fait engager par Brigard, procureur de la ville, pour ferrailler sur les remparts. Bezon meurt. Charreton se fait prendre par Olivier et Poulain, mais une feuille de Bellegarde prouve qu'il est avec eux. Louchart emprisonne Charreton. Yohan porte un message de Charreton à Henri IV. Olivier repart avec lui pour libérer Charreton. Louchart libère Hans et le cache. 
Pendant ce temps, les ligueurs répandent la rumeur que la bête est envoyée par Henri IV. Le 12 février, 4000 espagnols amis des ligueurs, entrent dans Paris. Olivier et Yohan libèrent Charreton. Louchart fait tuer et vampiriser Mme Jacquet par Hans. 
Olivier se fait remettre les plans d'un fusil à air que l'astrologue Ruggieri devait remettre à l'espagnol Moreo, puis se présente devant Henri IV. Caudebec lui révèle que Cassandre est partie à Paris après avoir reçu une fausse lettre de lui. Cassandre se fait prendre par Louchart. 
Olivier retourne à Paris et porte des copies de plans de fusil à air à Moreo qui lui fait un passeport pour aller chercher le reste. Il va ensuite demander à Montpensier de faire libérer Cassandre en lui faisant du chantage, puis repart vers Henri IV avec Charreton. Jeanne, maîtresse de Charreton, est décapitée. 
Olivier entre dans Paris avec les siens. Louchart est pendu par d'autres ligueurs. Olivier et Yohan se séparent. Paris reste aux mains des Espagnols. Charreton épouse une fille qui sera la mère de Louis Fronsac.